# Peter Finkbeiner
Peter Michael Finkbeiner (* 16. Juli 1942) ist ein deutscher Schauspieler, Autor, Journalist und Herausgeber.

## Leben
Finkbeiner wurde als Sohn eines Arztes geboren und wuchs in Berlin auf. Er spielte im Film Emil und die Detektive aus dem Jahre 1954 die Hauptrolle des jungen Emil Tischbein. Er ist Autor und Journalist und gibt den IN WorldGuide heraus.
Von  1987 bis 1993 war er mit der Schauspielerin Ann-Kathrin Kramer verheiratet.

## Filmografie
- 1954: Emil und die Detektive
- 1955: Der fröhliche Wanderer
- 1955: Hotel Adlon
- 1955: Es geschah unter der Mitternachtssonne
- 1956: Wo die alten Wälder rauschen